# Kucskár Kamilla
Kucskár Kamilla (Miskolc, 1998. február 25. –) magyar színésznő.

## Életpályája
2016-ban érettségizett a miskolci Lévay József Református Gimnázium és Diákotthonban. 2016-2019 között a Pesti Magyar Színiakadémián tanult. 2019-2024 között a Kaposvári Egyetem színművész szakán tanult, Eperjes Károly és Szalma Tamás osztályában. 2024-től a József Attila Színház tagja.

## Színházi szerepei

### József Attila Színház
- Mikve
- A lovakat lelövik, ugye? – show (Ruby Bates)
- Flamenco-Vérnász (Fiatal lány)
- Luxemburg grófja (Sidonia, önjelölt aktmodell)
- Sírpiknik (Mildred)
- Régimódi történet (Bartók Bella)
- Made in Hungária (Hella)
- Szibériai csárdás (Öltöztetőnő/Sára nővér)
- Ágacska (Ágacska)
- Sárkányölő Krisztián (Király / Virág / Törpe)
- Macskafogó (Cathy)
- A Hang-villa titka (Suzy)
- Koldusopera (Kurva)

### Győri Nemzeti Színház
- Mindenkinek mindene (Klári)[9]

## Filmes és televíziós szerepei
- Holnap tali! (2016) ...Zoé

## Díjai
- Józsa Imre-díj (2025)[10]